# Solo uno sguardo
Solo uno sguardo (Juste un regard) è una miniserie televisiva drammatica francese composta da 6 puntate, trasmessa nella Svizzera romanda su RTS Un dal 2 al 16 giugno 2017, in Belgio su RTL-TVI dal 4 al 18 giugno 2017 e in Francia su TF1 dal 15 al 29 giugno 2017. È basata all'omonimo romanzo statunitense del 2004 Identità al buio di Harlan Coben, che ha anche creato la miniserie. È diretta da Ludovic Colbeau-Justin, prodotta da VAB Productions ed ha come protagonisti Virginie Ledoyen e Thierry Neuvic.
In Italia la miniserie è andata in onda su Canale 5 lunedì 5 e mercoledì 7 settembre 2022 con tre puntate in due prime serate.

## Trama
Eva Beaufils è una guardia dell’Ufficio Forestale Nazionale, che conduce una vita tranquilla con suo marito Bastien e i loro due figli, Salomé e Max. Una mattina, Eva trova una foto di gruppo nella sua posta, dove riconosce il suo Bastien più giovane. Quando lei glielo dice, lui nega che sia lui. Mentre lui porta i bambini a un concerto, lei resta a casa, ma senza notizie della sua famiglia, chiama la polizia. Un impiegato dell'hotel finisce per chiamarla la mattina dopo: suo marito è scomparso, lasciando i figli in una stanza. Anche se non sa cosa ne sia stato di lui, Grégory Marsan torna in contatto con lei. Si conoscevano quindici anni prima, dopo un incendio durante un concerto alle Catacombe che aveva causato la morte di molte persone, compreso il figlio di Marsan, e dove la stessa Eva era quasi morta. Marsan si offre di aiutarlo e gli offre i servizi del suo scagnozzo per proteggere la sua famiglia.
Eva scopre un telefono che Bastien stava nascondendo e che contiene due numeri. Uno è quello di un avvocato che si scopre essere sua sorella, con la quale non aveva rapporti da anni. L'altro è quello di una discoteca, lo Shine. Quando Eva va lì per saperne di più, un individuo apre il fuoco e uccide il proprietario del locale notturno. Eva viene a sapere dal capo di Bastien che stava affittando un appartamento a Montmartre. Durante il viaggio, scopre una giovane donna che lavorava alla Shine e che appare anche nella fotografia.

## Episodi
| Stagione       | Episodi | Prima TV | Prima TV | Prima TV | Prima TV |
| Stagione       | Episodi | Svizzera | Belgio   | Francia  | Italia   |
| -------------- | ------- | -------- | -------- | -------- | -------- |
| Prima stagione | 6       | 2017     | 2017     | 2017     | 2022     |

## Personaggi e interpreti
- Eva Beaufils, interpretata da Virginie Ledoyen, doppiata da Giuppy Izzo.
- Bastien Beaufils, interpretato da Thierry Neuvic, doppiato da Stefano Thermes.
- Grégory Marsan, interpretato da Thierry Frémont, doppiato da Davide Marzi.
- Daniel, interpretato da Arthur Jugnot, doppiato da Francesco Venditti.
- Éric Toussaint, interpretato da Jimmy Jean-Louis, doppiato da Dario Oppido.
- Sandrine Koval-Beaufils, interpretata da Julie Gayet, doppiata da Selvaggia Quattrini. È la sorella di Bastien.
- Franck / Crapaud, interpretato da Joseph Malerba, doppiato da Roberto Fidecaro. È lo scagnozzo di Grégory Marsan.
- Beatrice Marsan, interpretata da Carole Richert, doppiata da Benedetta Ponticelli. È la madre di Grégory.
- Jimmy O, interpretato da Stanislas Merhar, doppiato da Francesco Pezzulli. È il cantante del concerto nelle Catacombe.
- Crystal / Angélique Lambert, interpretata da Mathilde Bisson, doppiata da Elena Perino.
- Hubert Caillard, interpretato da Michaël Abiteboul, doppiato da Massimo De Ambrosis.
- Capitano Valert, interpretata da Anne Girouard, doppiata da Valeria Vidali.
- Mylène Losdat, interpretata da Sophie-Charlotte Husson, doppiata da Micaela Incitti.
- Olivier Losdat, interpretato da Christophe Vandevelde, doppiato da Alessio Cigliano.
- Thomas Losdat, interpretato da Oscar Geraldes Galpin, doppiato da Alex Santerini.
- Serge Leroux, interpretato da Philippe Lelièvre, doppiato da Gianluca Machelli.
- Salomé Beaufils, interpretata da Joséphine Hélin, doppiata da Carolina Gusev.
- Max Beaufils, interpretato da Jean-Baptiste Blanc, doppiato da Ciro Clarizio.
- Guillame Derof, interpretato da Yasmin Bau, doppiato da Gianluca Cortesi.
- Chirurgo in sala operatoria, interpretato da Harlan Coben.

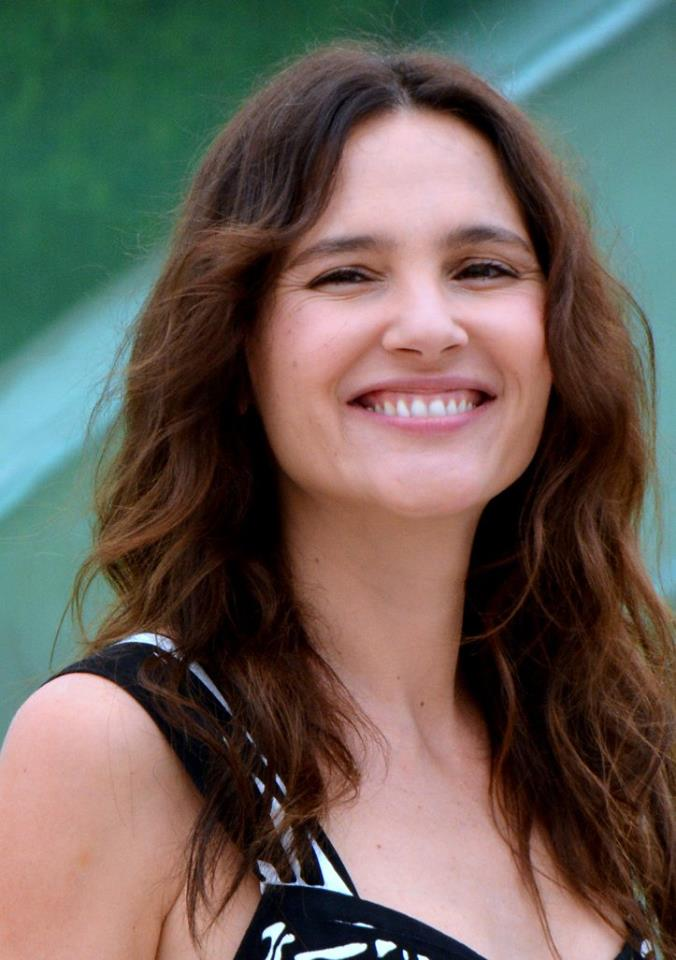
Virginie Ledoyen interpreta Eva Beaufils
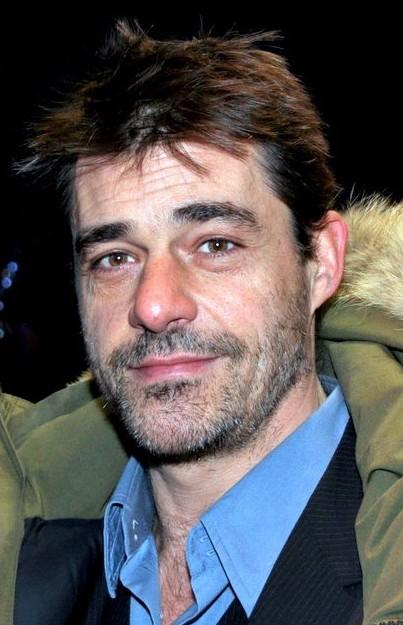
Thierry Neuvic interpreta Bastien Beaufils
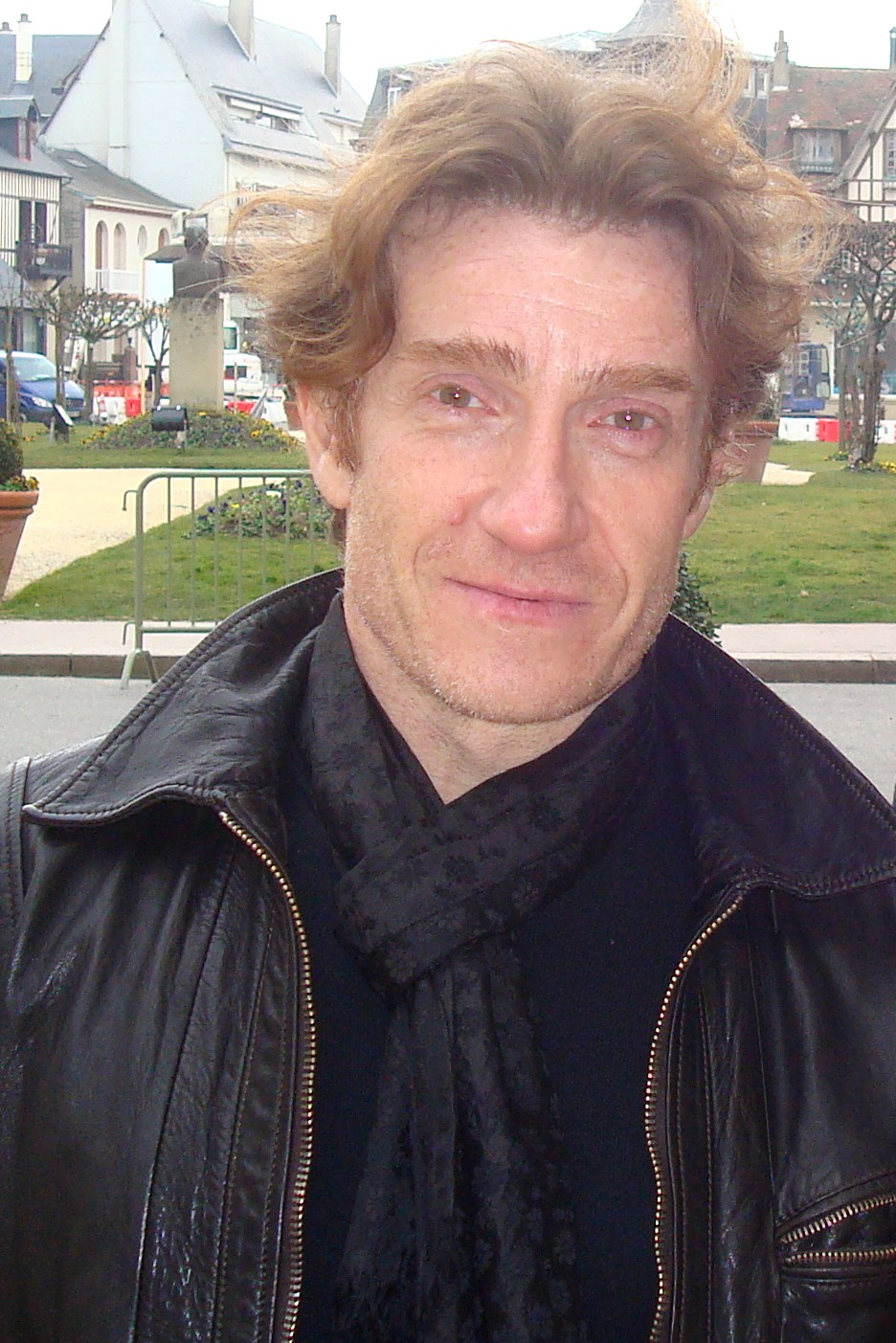
Thierry Frémont interpreta Grégory Marsan
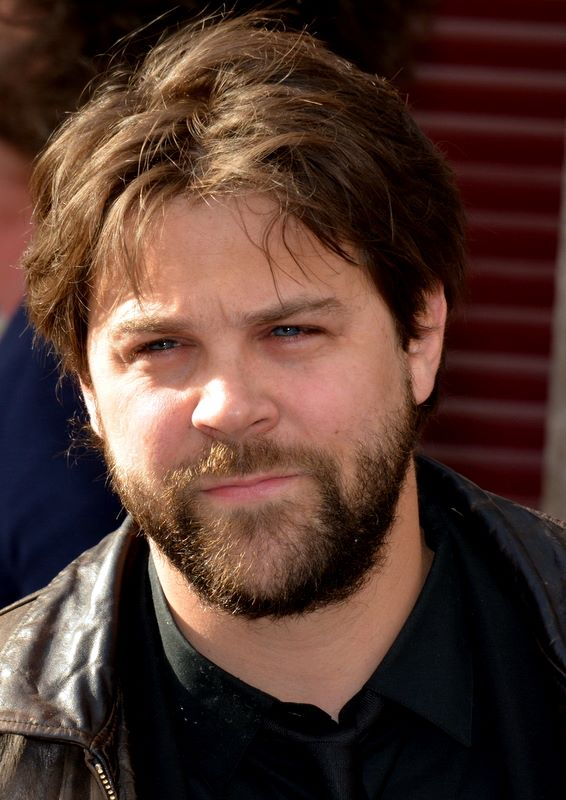
Arthur Jugnot interpreta Daniel
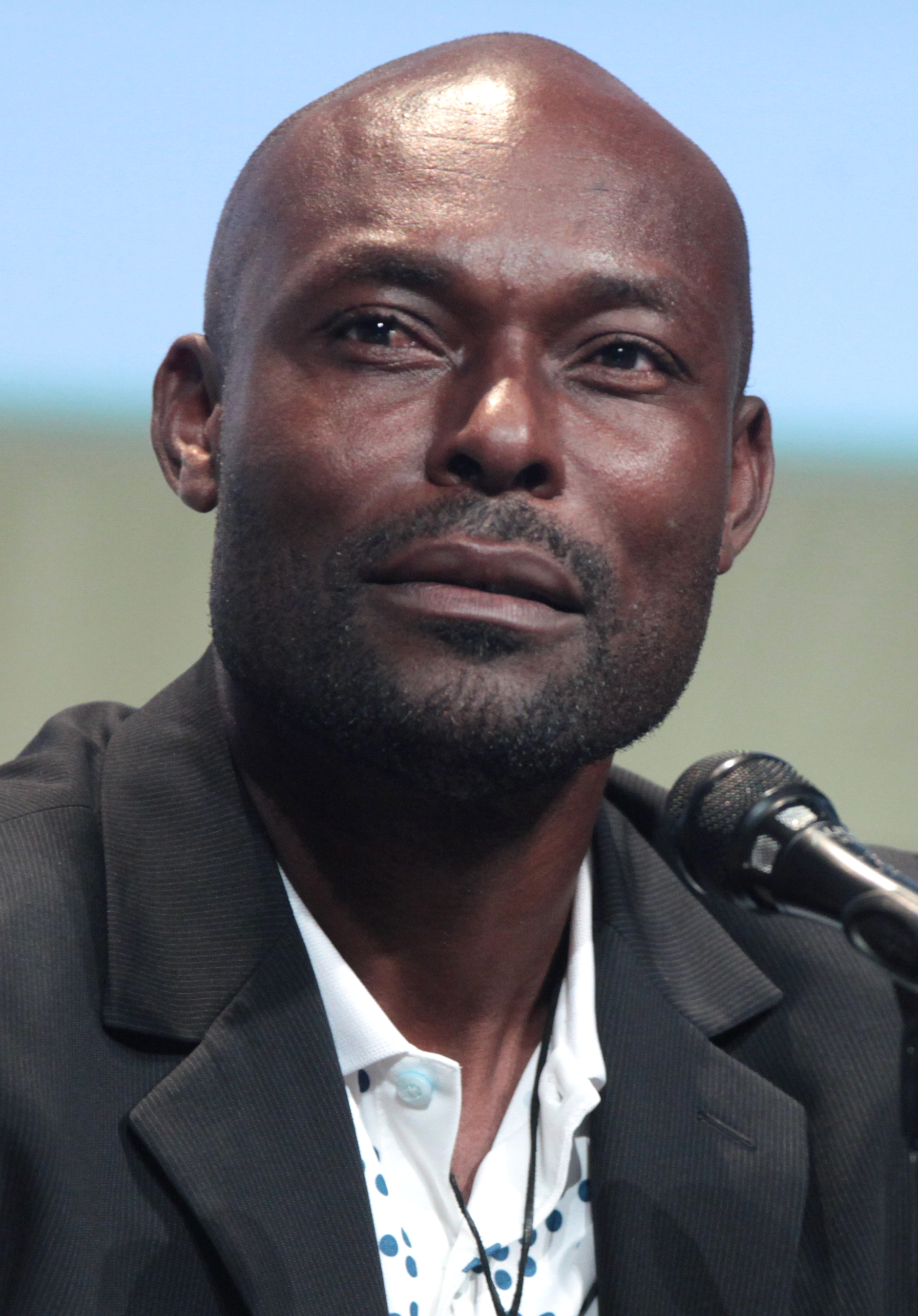
Jimmy Jean-Louis interpreta Éric Toussaint
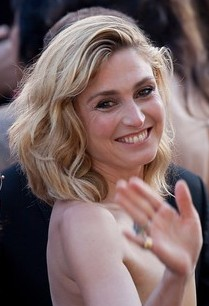
Julie Gayet interpreta Sandrine Koval-Beaufils
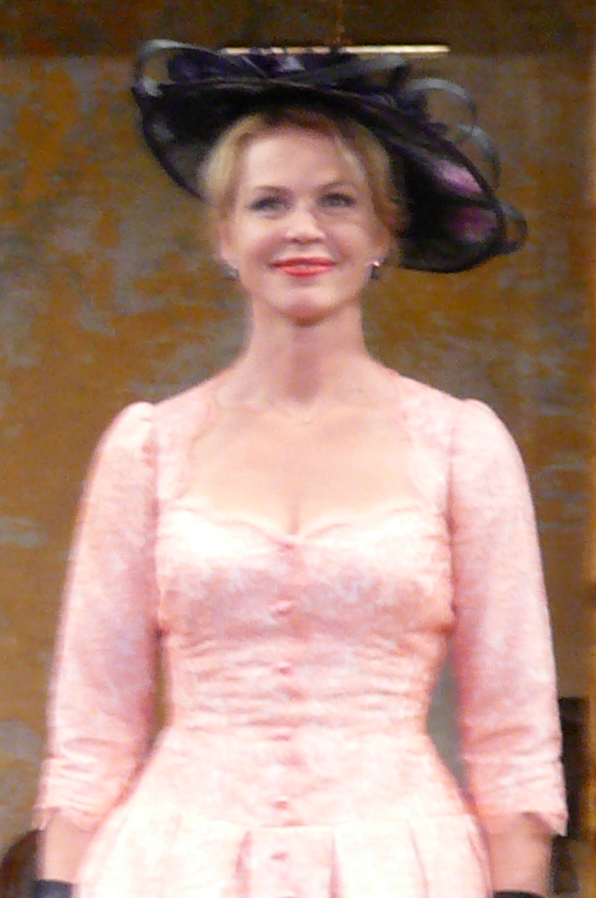
Carole Richert interpreta la Signora Marsan
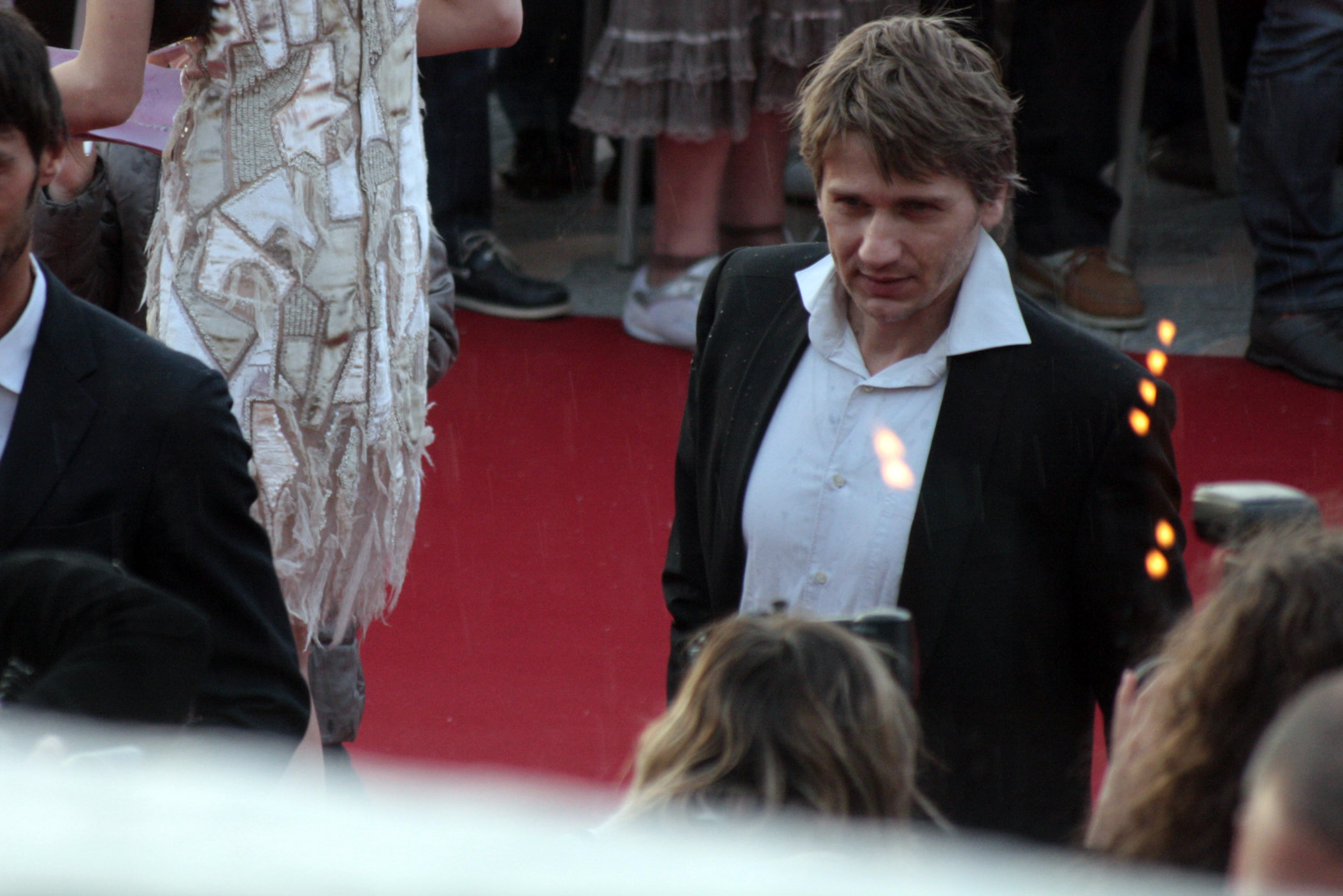
Stanislas Merhar interpreta Jimmy O
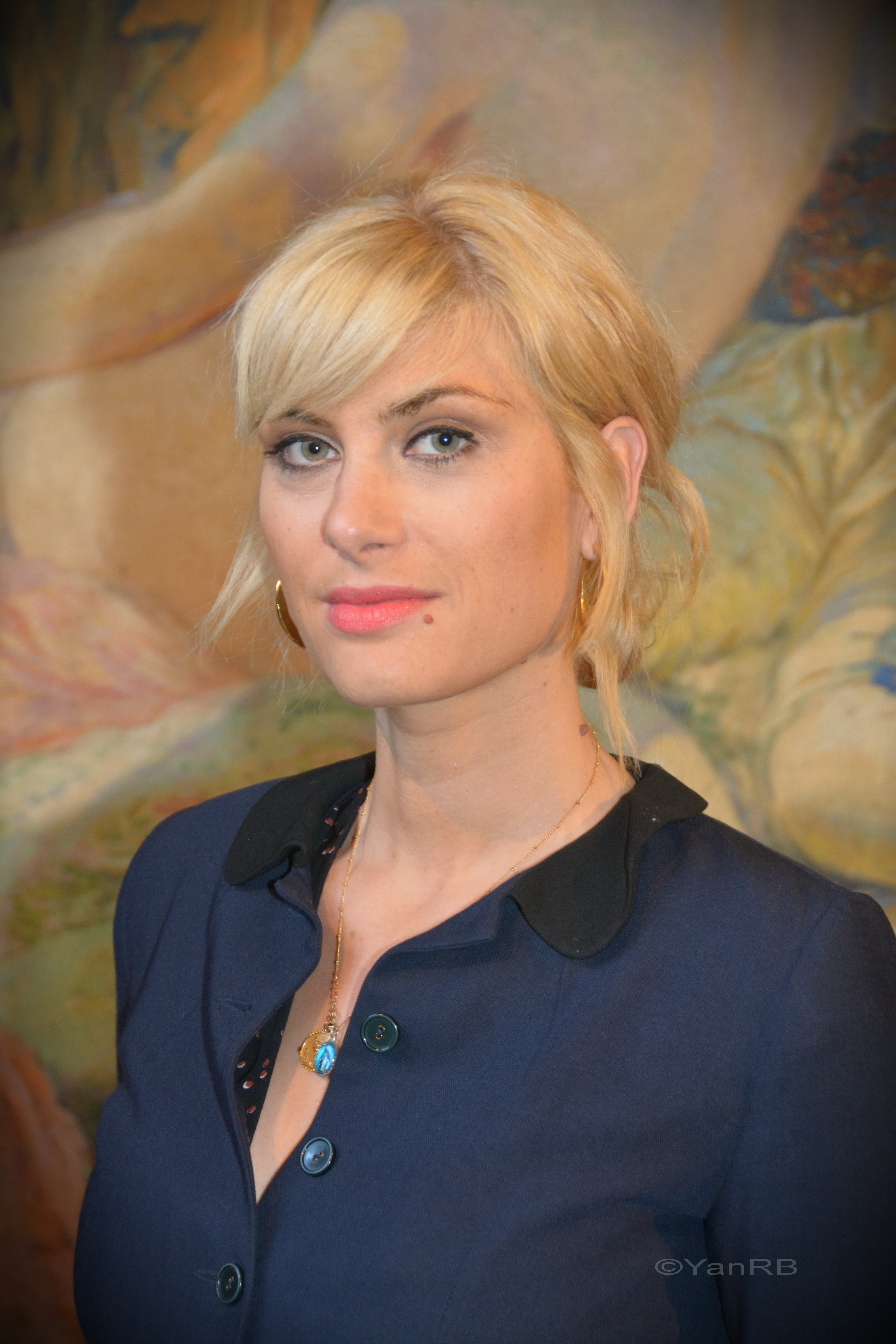
Mathilde Bisson interpreta Crystal / Angélique Lambert
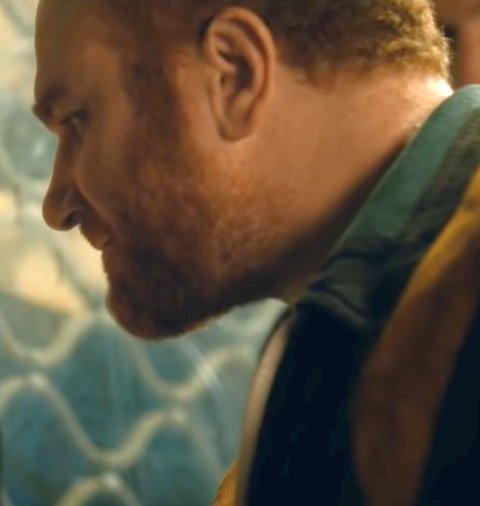
Michaël Abiteboul interpreta Hubert Caillard
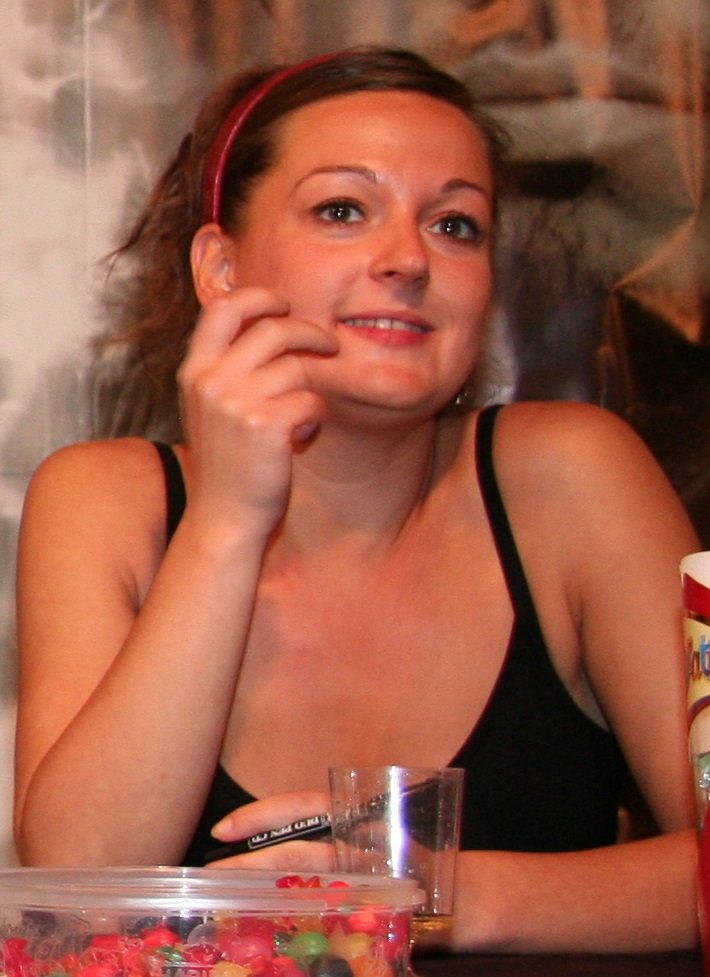
Anne Girouard interpreta il Capitano Valert
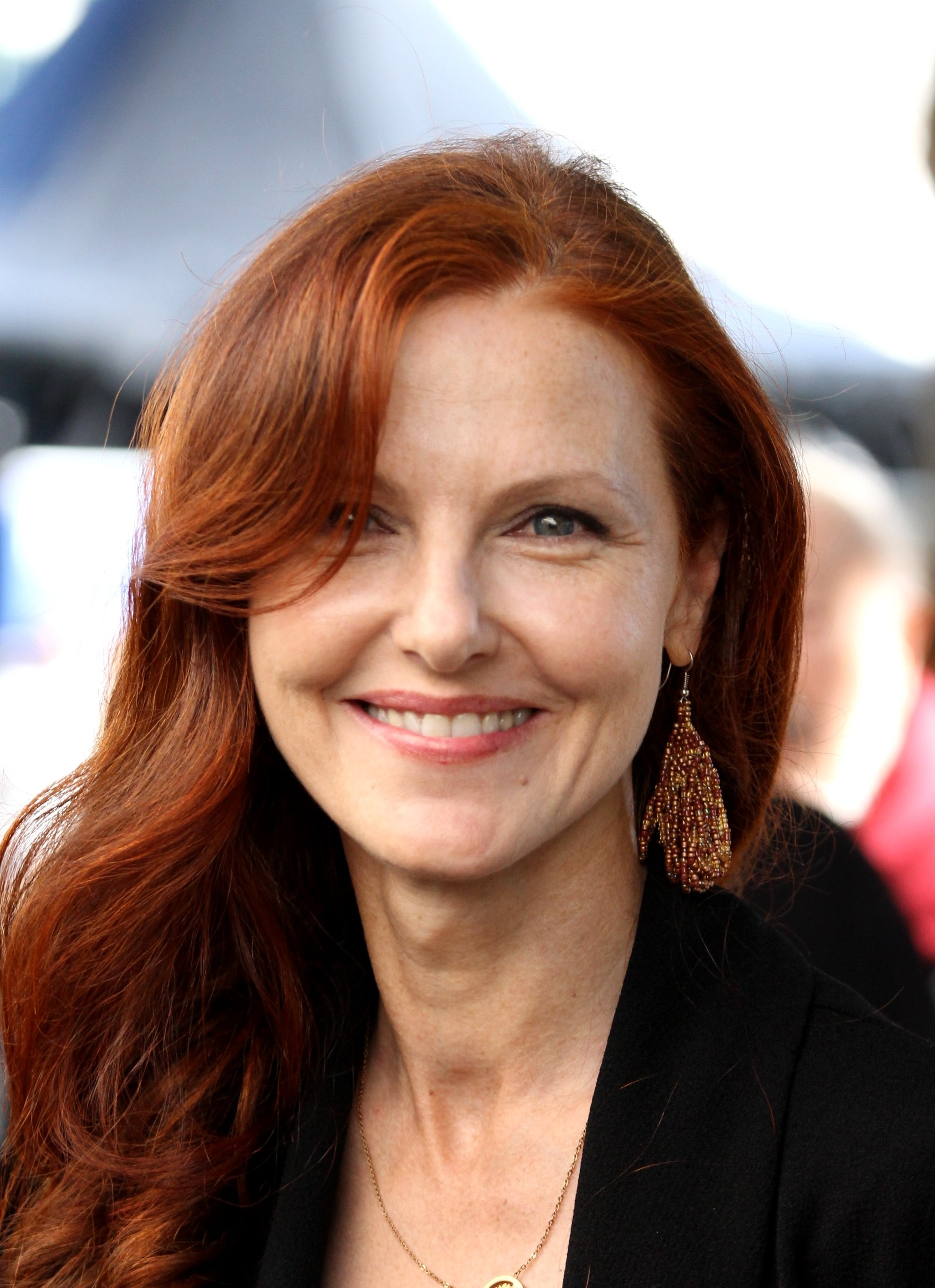
Sophie-Charlotte Husson interpreta Mylène Losdat
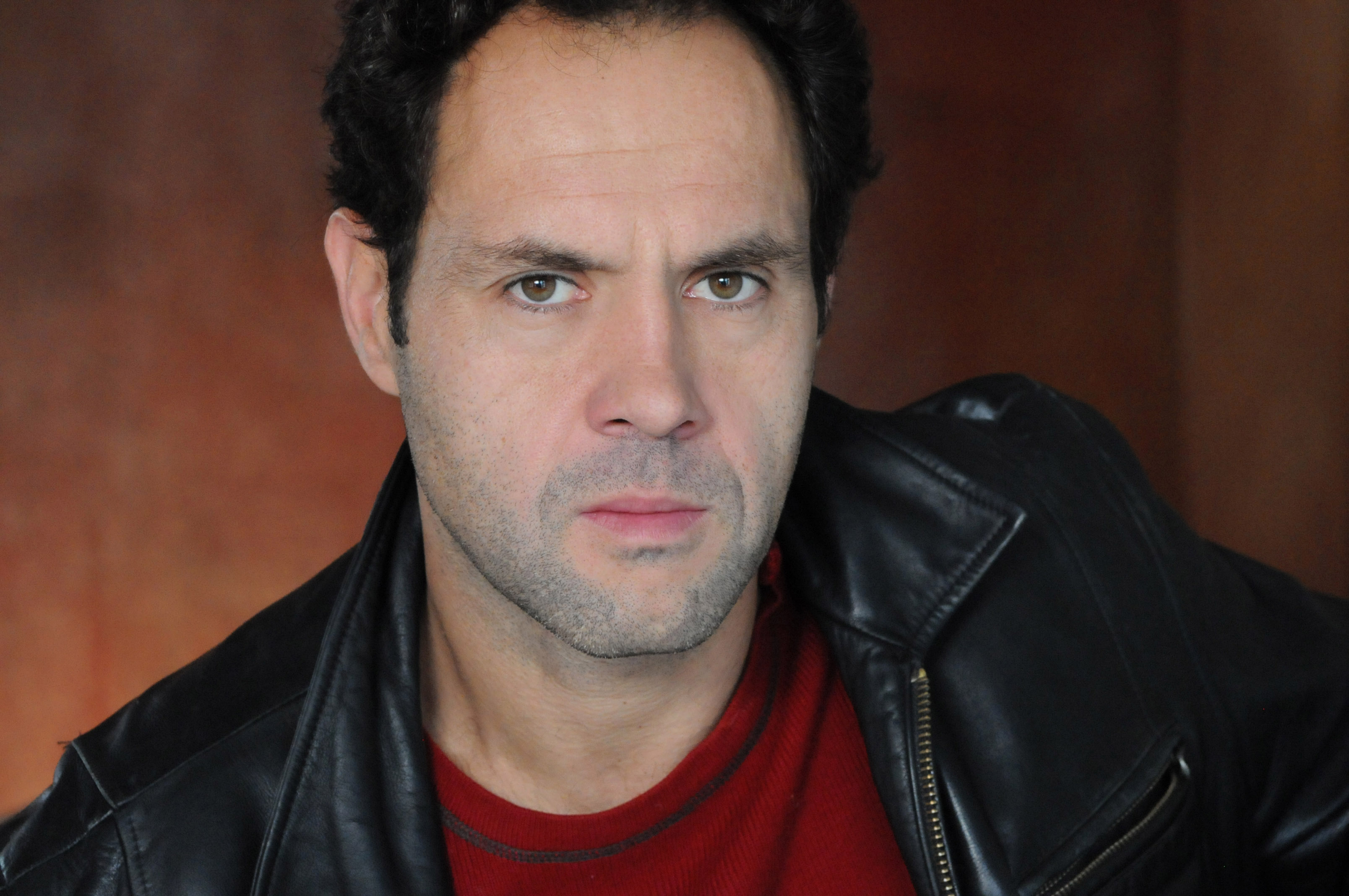
Christophe Vandevelde interpreta Olivier Losdat
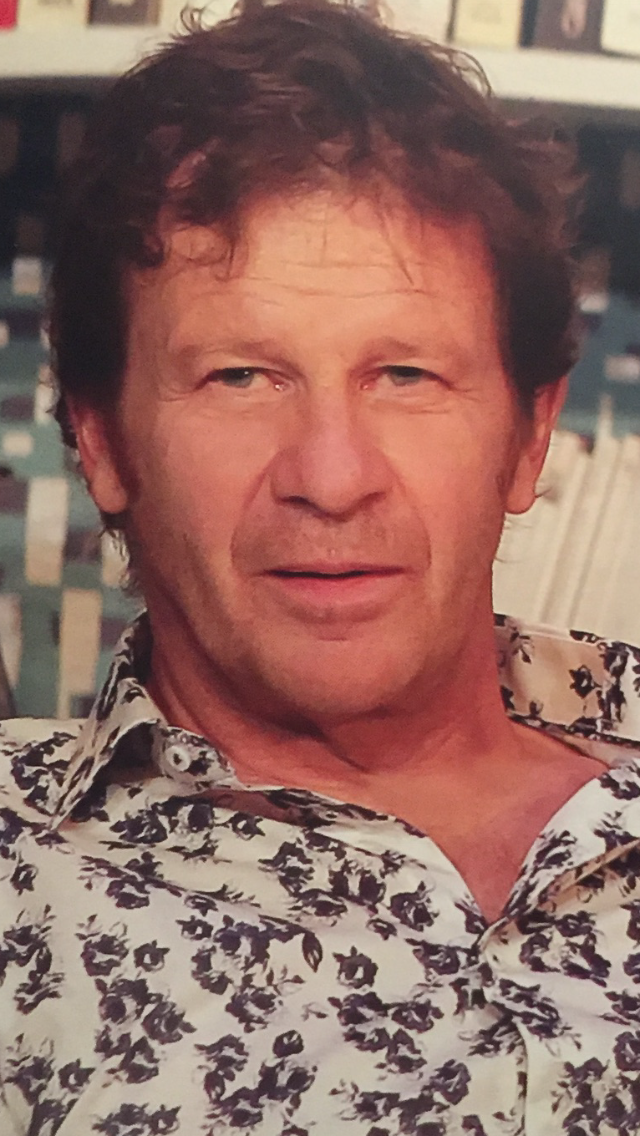
Philippe Lelièvre interpreta Serge Leroux
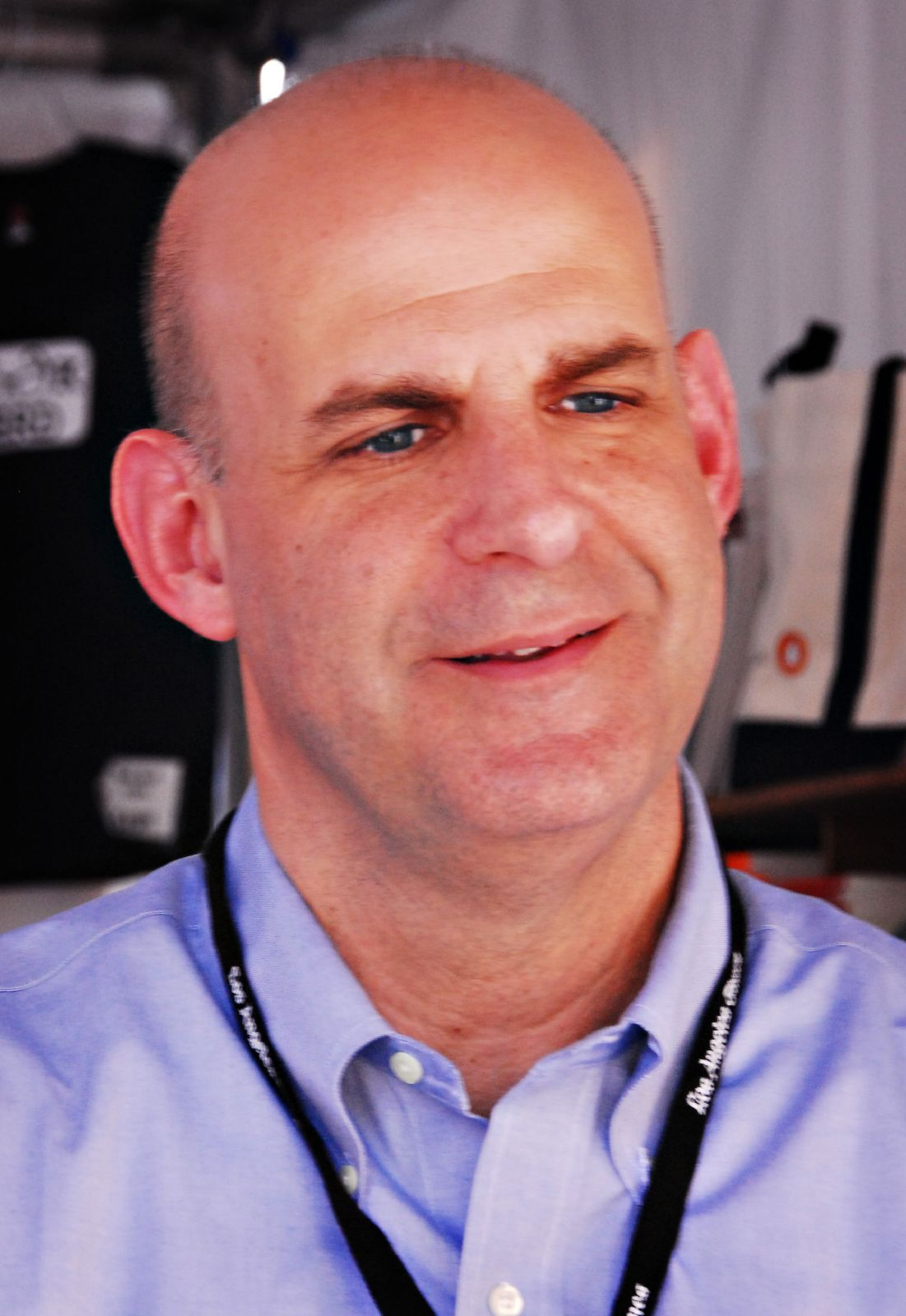
Harlan Coben interpreta il Chirurgo in sala operatoria

## Distribuzione

### Svizzera
In Svizzera romanda la miniserie, composta da 6 puntate da 52 minuti ciascuna, è andata in onda ogni venerdì su RTS Un dal 2 al 16 giugno 2017 con due puntate in tre prime serate.

### Belgio
In Belgio la miniserie, composta da 6 puntate da 52 minuti ciascuna, è andata in onda ogni domenica su RTL-TVI dal 4 al 18 giugno 2017 con due puntate in tre prime serate.

### Francia
In Francia la miniserie, composta da 6 puntate da 52 minuti ciascuna, è andata in onda ogni giovedì su TF1 dal 15 al 29 giugno 2017 con due puntate in tre prime serate.

### Italia
In Italia la miniserie, anch'essa composta da 6 puntate da 52 minuti ciascuna, è andata in onda su Canale 5 lunedì 5 e mercoledì 7 settembre 2022 con tre puntate in due prime serate.

## Produzione

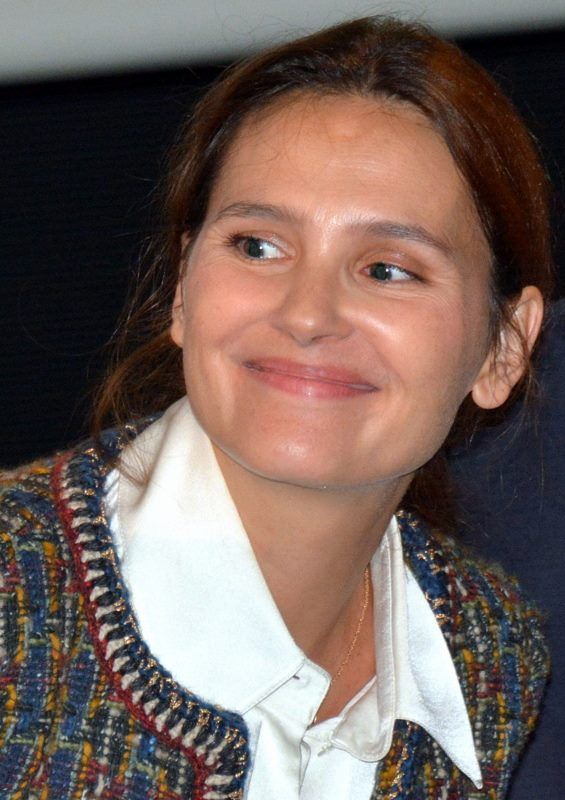
La protagonista della miniserie Virginie Ledoyen, nel 2017 durante le riprese.

### Sviluppo
La miniserie è un adattamento del romanzo statunitense del 2004 Identità al buio di Harlan Coben, che ha optato per una miniserie televisiva. Quest'ultimo ha imposto un diritto di ispezione su tutto: casting, luci e colonna sonora. La miniserie è stata adattata da Patrick Renault, Kristel Mudry, Sébastien Vitoux, Sophie Hiet, Mehdi Ouajhab e Aude Marcle. Harlan Coben era orgoglioso delle interpreti Virginie Ledoyen e Julie Gayet, che ha definito attrici eccezionali.

### Riprese
Le riprese della miniserie si sono svolte dal 22 agosto 2016 per un periodo di quindici settimane dal team di produzione VAB Productions nella regione amministrativa di Île-de-France, più precisamente in un college nei dipartimenti di Senna e Marna, su una strada forestale di Val-d'Oise, in un centro nautico e su una strada suburbana sul territorio di Essonne, così come ad Hauts-de-Seine.

## Opere
La miniserie è adattata dall'omonimo romanzo statunitense, già pubblicato da Harlan Coben nel 2004 a New York e dalla casa editrice Éditions Belfond a Parigi nello stesso anno.
- Identità al buio (Just One Look, 2004), traduzione di Rossano Azimi, Mondadori, 2005. ISBN 9788804536611

## Merchandising
Dal 25 luglio 2017 la miniserie è stata distribuita in Francia su DVD e Blu-ray Disc.